# Број 13 (приповетка)
„Број 13” (енгл. Number 13) је прича о духовима британског писца М. Р. Џејмса, први пут објављена 1904. године у збирци прича под насловом Приче о духовима једног антиквара.
Приповетка се на српском језику први пут појавила 2015. у оквиру збирке прича Зазвижди и ја ћу ти доћи издавачке куће Орфелин, у преводу Ивана Велисављевића.

## Радња
Док је истраживао историју цркве у данском граду Виборгу, нарочито догађаје везане за реформацију, приповедачев рођак одседа у локалној гостионици, где одлучује да узме собу са бројем 12. Када уђе у своју собу, примећује да простор изгледа као да постаје мањи и да му намештај понекад нестаје. Чује некога да плеше у суседној соби, на чијим вратима примећује број 13. Међутим, након разговора са гостионичарем, сазнаје да у гостионици нема собе са тим бројем, јер се сматра несрећним.
Приповедач замоли гостионичара да га увече посети у соби. Док разговарају, приповедач и гостионичар чују злокобно певање из суседне собе. Прегледају собу број 14, али сазнају да је њен станар мислио да су њих двојица изазвали буку. Тада откривају врата собе број 13, коју је приповедач раније видео. Рука са канџама их напада, и они покушавају да разбију врата, али пробијају зид од малтера. Станари соба 12 и 14 проводе ноћ у соби са два кревета.
Приповедач се среће са својим рођаком неколико месеци касније и прича му ову причу.

## Адаптације
Године 2000. ова прича је адаптирана за телевизију као део BBC-јеве серије Прича о духовима за Божић, а у главној улози је био сер Кристофер Ли као Џејмс, који прича своју причу.
Године 2006, прича је поново адаптирана за телевизију са Грегом Вајзом, Полом Фриманом, Томом Берком и Дејвидом Берком у главним улогама.